# Дерягін Борис Володимирович
Дерягін Борис Володимирович (27 липня [9 серпня] 1902, Москва — 16 травня 1994, Москва) — радянський і російський фізикохімік, професор (1935), член-кореспондент Академії наук СРСР (1946), академік Російської академії наук (1992). Лауреат Державної премії СРСР.
Заклав основи сучасної науки про колоїди і поверхні, створивши вчення про розклинюючий тиск, і поверхневі сили, теорію стійкості колоїдів і тонких плівок, відому в літературі, як теорія ДЛФО. Запропонував апроксимацію Дерягіна.

## Основні праці
- Адгезия. — М.; Л., 1949 (совместно с Н. А. Кротовой).
- Физико-химия нанесения тонких слоёв на движущуюся подложку. — М., 1959 (совместно с С. М. Леви).
- Что такое трение? 2-е изд. — М., 1963.
- Дерягин Б. В., Федосеев Д. В. Рост алмаза и графита из газовой фазы. — М.: Наука, 1977.
- Дерягин Б. В., Чураев Н. В., Муллер В. М. Поверхностные силы. — М.: Наука, 1985.